# Беверлі Сілвер
Беверлі Сілвер (англ. Beverly J. Silver; нар. 1957) — американська соціологиня, дослідниця праці та економічного розвитку. Професорка соціології в університеті Джонса Хопкінса.

## Біографія
Виросла в Детройті, в період інтенсивної боротьби робітничого класу Брала активну участь у профспілці сільськогосподарських робітників і кампанії солідарності з Чилі.
Навчалася в Барнард-коледжі (бакалавр, економіка). Здобула ступінь доктора філософії в Бінгемтонівському університеті, де брала участь у дослідженнях Центру ім. Фернана Броделя з вивчення економік, історичних систем і цивілізацій. Співпрацювала з такими науковцями, як Джованні Аррігі, Іммануїл Валлерстайн, Теренс Хопкінс і зробила внесок у розвиток школи світ-системного аналізу.
В 2005 році монографія «Сили праці» здобула премію від Американської соціологічної Асоціації.
Вдова Джованні Аррігі.

## Публікації

### Монографії
- Silver, Beverly J.; Forces of Labor: Workers' Movements and Globalization since 1870 (2003), and since translated into Chinese, Korean, German, Polish, Portuguese, Italian and Spanish.
- Silver, Beverly J. & Arrighi, Giovanni; Chaos and Governance in the Modern World-System (1999).
- Silver, Beverly J., Arrighi, Giovanni and Dubofsky, Melvyn, editors; «Labor Unrest in the World-Economy, 1870—1990», special issue of Review (Fernand Braudel Center), vol. 18, no. 1, Winter, 1995, pages 1–206.

### Переклади українською
- Беверлі Сілвер. Сили праці: поточні зміни у світ-історичній перспективі [Архівовано 19 червня 2017 у Wayback Machine.] // Спільне. — № 4, 2012: Класова експлуатація та класова боротьба.